# Hanauer Rudergesellschaft 1879

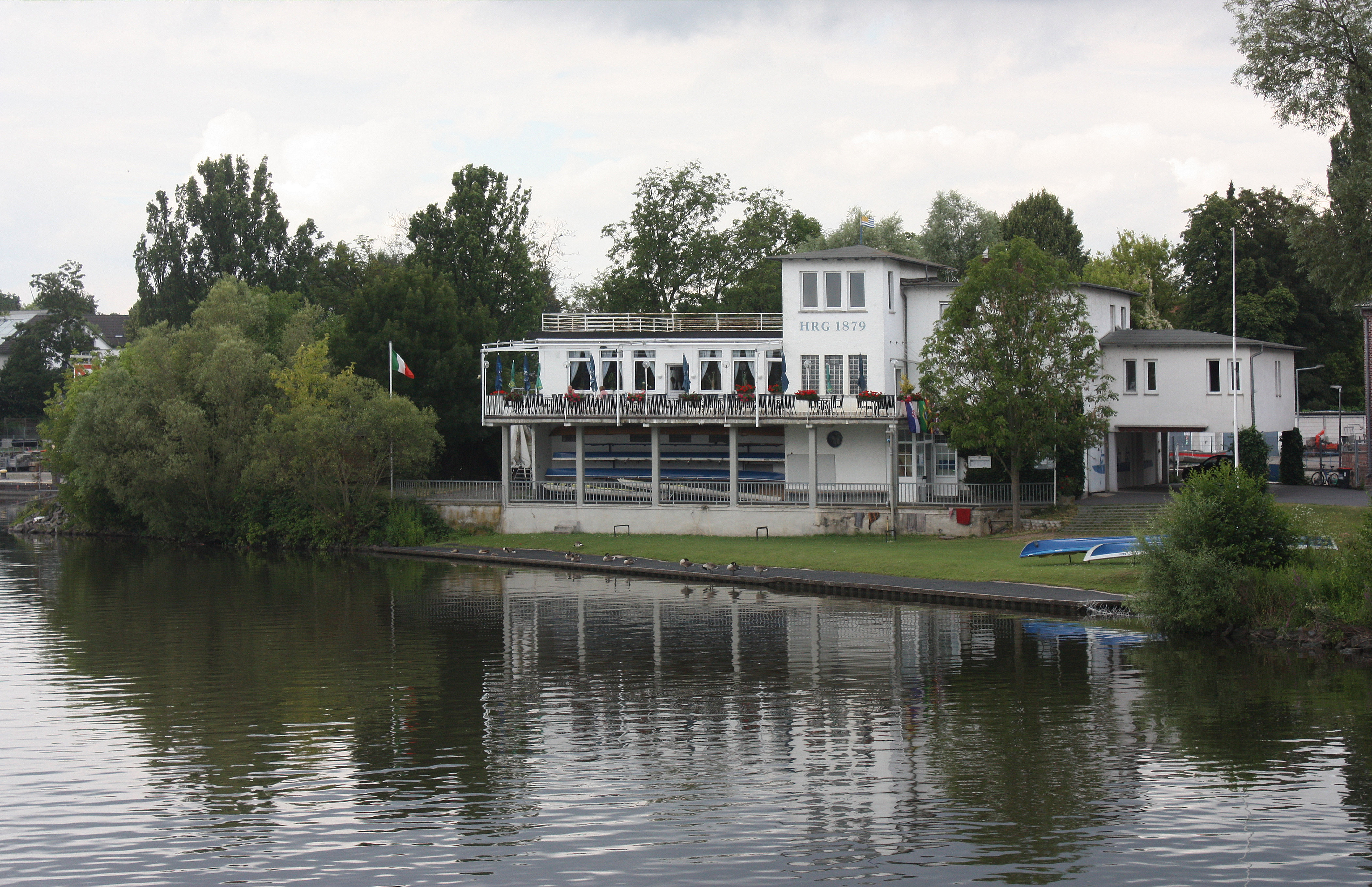
Bootshaus der HRG, vom Main aus gesehen (Foto aus dem Jahr 2014)

Die Hanauer Rudergesellschaft 1879 (HRG 1879) ist ein Sportverein aus Hanau.

## Geschichte und Lage
Als erster Ruderverein Hanaus wurde die Hanauer Rudergesellschaft mm 8. Juni 1879 gegründet.
Das Bootshaus befindet sich am Mainkanal. Die Vereinsflagge besteht aus blauen und weißen Streifen. In der Ecke ist ein oranges Rechteck mit einem roten Kreuz, die aus dem Kreuz entstehenden Dreiecke enthalten die roten Buchstaben HRG und unten die Jahreszahl 1879.
Im gleichen Ruderrevier ist auch der Hanauer Ruderclub Hassia aktiv, der dritte Hanauer Ruderverein Ruderclub Möve 1919 ist im Stadtteil Großauheim angesiedelt.

## Bekannte Ruderer
Monika Wolf war 1985 Weltmeisterin und 1987 Weltmeisterschaftszweite. Angela Schuster war zweimal Weltmeisterschaftszweite und einmal Weltmeisterschaftsdritte.
Lisa Kemmerer war 2013 Europameisterschaftszweite.
Weitere Hanauer Ruderinnen und Ruderer waren im Junioren-Bereich international erfolgreich.